# Wadym Antipow
Wadym Petrowycz Antipow, ukr. Вадим Петрович Антіпов (ur. 11 września 1988) – ukraiński piłkarz, grający na pozycji napastnika.

## Kariera piłkarska

### Kariera klubowa
Wychowanek UFK Dniepropetrowsk, Krywbasa Krzywy Róg i Horyzontu Nikopol, barwy których bronił w juniorskich mistrzostwach Ukrainy (DJuFL). W 2006 rozpoczął karierę piłkarską w klubie Desna Czernihów. Potem występował w klubach Naftowyk-Ukrnafta Ochtyrka i Feniks-Illiczoweć Kalinine. W 2010 wyjechał za granicę, gdzie podpisał kontrakt z czeską Duklą Praga. W 2011 przeniósł się do Litwy, gdzie został piłkarzem FK Mažeikiai. Na początku 2012 zmienił klub na Kruoja Pokroje.